# Лебјажје
Лебјажје (рус. Лебя́жье; фин. Lepäsi) насељено је место са административним статусом варошице (рус. посёлок городского типа) на северозападу европског дела Руске Федерације. Налази се у западном делу Лењинградске области и административно припада Ломоносовском рејону.
Према проценама националне статистичке службе за 2015. у вароши је живело 4.495 становника.
Статус насеља урбаног типа, односно варошице носи од 1966. године.

## Географија
Варошица Лебјажје смештена је у западном делу Лењинградске области, односно на северу Ломоносовског рејона, на месту где се у Фински залив улива река Лебјажја. Варошица се налази на око 23 километра западније од административног центра рејона, града Ломоносова, односно на око 30 километара југоисточно од Сосновог Бора.
Кроз варошицу пролази значајан регионални друмски правац А121 који Санкт Петербург повезује са Сосновим Бором.

## Историја
Први писани подаци о данашњем насељу датирају из 1612. године где се помиње село Лебежје (рус. Лебежье), док се у једном катастарском спису из 1615. спомиње под шведским називом Лебасија (швед. Lebasia). На једној шведскојезичној карти из 1699. године означено је као насеље Jackonitz.
Село је дуго времена било у границама шведске државе, а под руску власт коначно долази захваљујући војним успесима Петра Великог током Великог северног рата са Швеђанима. Петар Велики је убрзо насеље и подручје око њега доделио као посед генерал-фелдмаршалу Борису Шереметјеву. Као наследни посед Шерметјевих Лебјажје остаје све до 1837. године када је цело имање продано пуковнику Зејферту.
Године 1864. до насеља је дошла линија железнице из Санкт Петербурга, а убрзо је са радом почела и војна школа. Почетком XX века тадашње село постаје популарно одмаралиште на обалама Финског залива.
Године 1933. Лебјажје постаје административним седиштем истоименог котара у оквиру ког се налазило још 7 села са укупно 1.528 становника. Непосредно пре избијања Другог светског рата село је доживело велике демографске промене пошто су тадашње совјетске власти извршили масовна премештања становништва финског порекла из тог подручја ка Сибиру. Утврђење Краснаја Горка које је саграђено недалеко од насеља почетком прошлог века, током рата одиграло је значајну улогу у одбрани Лењинграда током фашистичке опсаде.
Одлуком рејонских власти од 22. новембра 1966. дотадашњем селу лебјажју додељен је административни статус радничке варошице.
Године 2005. пуштен је у саобраћај гасовод Бољшаја Ижора—Лебјажје дужине 22 километра.

## Демографија
Према подацима са пописа становништва из 2010. у вароши су живела 4.729 становника, док је према проценама националне статистичке службе за 2015. варошица имала 4.495 становника.
| 1939. | 1959. | 1970. | 1979. | 1989. | 2002. | 2010. | 2015. |
| ----- | ----- | ----- | ----- | ----- | ----- | ----- | ----- |
| ---   | ---   | 4.105 | 4.538 | 5.340 | 5.600 | 4.729 | 4.495 |